# Warmershausen
Koordinaten: 50° 51′ 46″ N, 9° 11′ 7″ O
Warmershausen ist eine Wüstung in der Gemarkung von Willingshausen, Ortsteil der Gemeinde Willingshausen im Schwalm-Eder-Kreis in Nordhessen.
Der im Jahre 1240 als „Valmanshusen“ erstmals urkundlich erwähnte Ort lag auf 276 m Höhe über NHN zwischen Willingshausen und Wasenberg an einem Zweig der alten Handelsstraße Durch die langen Hessen, etwas nordwestlich oberhalb eines kleinen Bachgrunds. Der Flurname „Fahringshäuser Grund“ erinnert an die verschwundene Siedlung, die zwischen 1457 und 1569 aufgegeben wurde. Sie wurde 1311 in einer Urkunde des Klosters Immichenhain als Dorf bezeichnet, ebenfalls 1367, als dort 11 Pflüge gezählt wurden. Schon 1457 wurde dort nur noch ein Hof erwähnt, der den Herren von Wahlen und den Nodung von Wehrda jeweils zur Hälfte zustand, aber bereits von Wasenberg aus bewirtschaftet wurde. Bei der Letzterwähnung des Orts 1569, als der dortige Zehnt zwischen den Landgrafen von Hessen-Kassel und einer Familie Schaufuß geteilt war, wurde er nur noch als wüst bezeichnet.
Die Besitzverhältnisse in der Gemarkung waren wie im Mittelalter weithin üblich, dominiert von Familien des Niederen Adels und Klöstern, hier den Klöstern Haina und insbesondere Immichenhain. Als Ortsadelige werden von 1290 bis 1319 ein Hildebrand, ein Volpert und zuletzt ein Heribert und dessen Sohn Hermann erwähnt; letzterer verkaufte im Mai 1307 den in Warmershausen gelegenen Teil seiner Güter und Rechte dem Stift Immichenhain zu ewigem Besitz. Gerichtlich und verwaltungstechnisch gehörte der Ort zum Gericht auf den Wasen und später zum Amt Ziegenhain.